# Kostel svatého Martina (Brtníky)
Kostel svatého Martina v Brtníkách byl římskokatolický farní kostel, postavený Zachariasem Hoffmannem v letech 1709–1717 v barokním slohu. V roce 1774 jej poškodil požár, při kterém shořela většina vnitřního vybavení. Mezi roky 1966 a 1974 byl veden jako nemovitá kulturní památka. Po druhé světové válce chátral a roku 1975 z popudu děčínského Okresního národního výboru podlehl demolici.
Orientovaná jednolodní sakrální stavba stála na obdélném půdorysu. K západnímu průčelí přiléhala věž, od třetího patra osmiboká, zakončená cibulovitou bání. Půlkruhově zakončený presbytář doplňovala venkovní chodba. Plochý strop lodi zdobily starozákonní výjevy. Mobiliář pocházel povětšinou z doby po požáru, tedy z poslední čtvrtiny 18. století a z přelomu 18. a 19. století. Oltářní obraz svatého Martina namaloval roku 1795 šluknovský malíř Dominik Kindermann (1739–1817), obraz svatého Jana Nepomuckého na jednom z bočních oltářů vytvořil jiřetínský Johann Birnbaum (1793–1872). Nejstarší zvon, pocházející údajně z 15. století, se spolu s dalšími dvěma nachází v rumburské Loretě. Poslední varhany s devatenácti rejstříky z roku 1924 sestavil břevnovský varhanář Josef Růžička (1874–1968). Patrová fara, postavená současně s kostelem, v roce 2012 vyhořela.

## Historie
Podle historicky nepodložených zpráv měly již v polovině 12. století Brtníky kapli. Roku 1240 měl být ve vsi postaven první kostel, pravděpodobně dřevěný, který stál severně od dnešní fary. Prokazatelně jej však zmiňují až urbáře z let 1445 a 1446 vypracované Berky z Dubé, majiteli panství Tolštejn. Matrika míšeňského biskupství z roku 1495 v Brtníkách uvádí filiální kostel náležející k lipovskému kostelu svatého Šimona a Judy, nejpozději s příchodem reformace však vznikla samostatná farnost. Poté, co Brtníky roku 1534 přestoupily k protestantství, patřil do zdejší farnosti krátce saský Saupsdorf. Obě vsi spojovala kostelní stezka vedoucí přes osady Kopec a Hinterhermsdorf. Kvůli nedostatku kněží v době rekatolizace se stal brtnický kostel v průběhu 17. století opět filiálkou lipovského a později mikulášovického chrámu. K opětovnému osamostatnění farnosti došlo po výstavbě nového kostela.
Protože starý kostel kapacitně nevyhovoval rostoucí vsi, žádali roku 1700 její obyvatelé svou vrchnost o rozšíření chrámu. K němu ovšem nedošlo, protože se majitelka panství Lipová, hraběnka Marie Anežka Salm-Reifferscheidtová (1674–1718), rozhodla postavit zcela nový svatostánek. Stavební plány dala vyhotovit v roce 1708. Základní kámen nového kostela, zasvěceného svatému Martinovi, byl položen roku 1709. Přípravu plánů i stavbu chrámu hraběnka svěřila Zachariasi Hoffmannovi (1678–1754) z Lipové, který pro ni zároveň stavěl nový kostel Navštívení Panny Marie v Lobendavě. Tesařské práce zajišťoval Andreas Breuer z Hrádku nad Nisou. Při stavbě vydatně pomáhali místní farníci. Kostel byl dokončen roku 1716, následujícího roku byla dostavěna věž, která stála 1 200 říšských tolarů. Místní učitel Zacharias Herlt, který působil při výstavbě kostela zároveň jako vrchnostenský písař a stavbyvedoucí, uložil do špice kostelní věže pamětní listiny. Než se brtničtí farníci dočkali nového kostela, konaly se bohoslužby v soukromých domech. Prvním farářem (do roku 1717 nejprve administrátorem) byl Johann Christoph Donath (ve funkci 1713–1742).

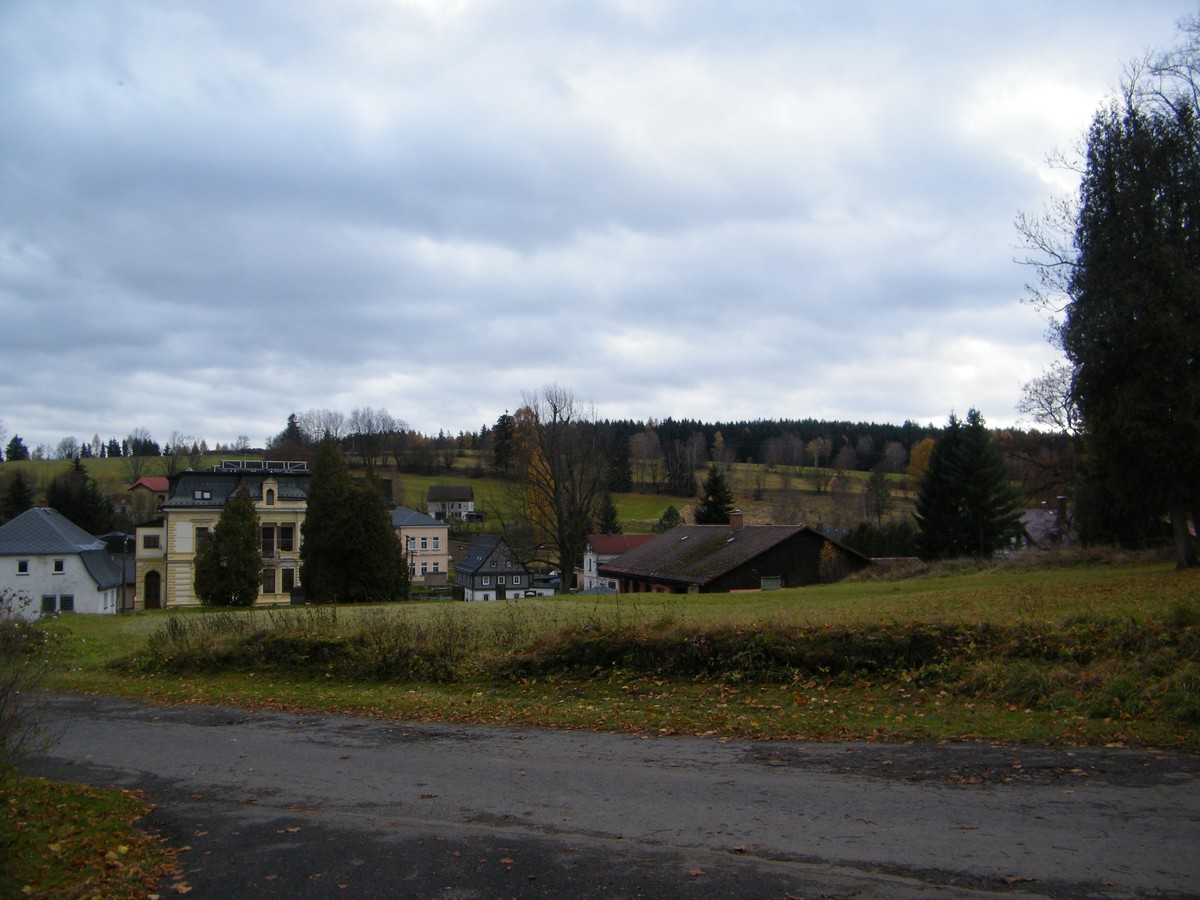
Zbořeniště na místě kostela

Od dokončení stavby až do poloviny 20. století byl kostel nepřetržitě využíván a probíhaly na něm průběžné opravy. Roku 1769 se dočkal nové střechy a celkově musel být opraven po požáru roku 1774. Větší renovace proběhly i v následujícím století, a to v letech 1858–1872, 1884 a 1887. Posledními opravami prošel kostel ve 30. letech 20. století za faráře Antona Maiera (ve funkci 1917–1946). Roku 1935 nahradil staré šindele na obou věžích plech. O dva roky později dostal kostel novou omítku, na které rumburský malíř Pfohl obnovil sluneční hodiny.
Po druhé světové válce kostel postupně chátral, přestože brtničtí občané i duchovní správci poukazovali na nutnost oprav, zejména střechy. Snahy o opravu narážely především na nedostatek financí. Silně poškozený kostel byl přesto 4. dubna zapsán jako kulturní památkou. Poslední mše svatá se v něm konala roku 1959, kdy už byl ovšem spravován excurrendo z Krásné Lípy. Brtnický Místní národní výbor hledal pro kostel vhodné využití. V návrzích se objevovaly například obřadní síň, knihovna, kulturní sál, pohostinství či tělocvična. Mezitím roku 1971 provedl děčínský Okresní národní výbor kroky vedoucí ke konečné likvidaci chrámu. Nechal snést silně poškozený krov, zbourat sakristii a římsy. Přesto se v roce 1974 objevily plány na přestavbu kostela. Podle nich měla být věž zachována a nadále by sloužila jako rozhledna. Ve stejném roce zároveň přestala mít stavba status památkově chráněného objektu. Okresní národní výbor však nakonec rozhodl o celkové demolici, ke které došlo 18. února 1975. Spolu s kostelem podlehla zboření i hřbitovní kaple. Několik stavebních prvků skončilo v Okresním muzeu v Děčíně, zbytek inventáře údajně našel využití v obci Košík na Slovensku, kde nahradil vybavení místního kostela zničené při požáru.
Na místě kostela se v 21. století rozprostírá travnatá plocha, kterou vlastní obec Staré Křečany. Brtnická farnost je spravována excurrendo z rumburského děkanství. Bohoslužby se v místech zbořeného kostela slouží příležitostně, zejména u příležitosti svátku svatého Martina.

## Popis

### Exteriér

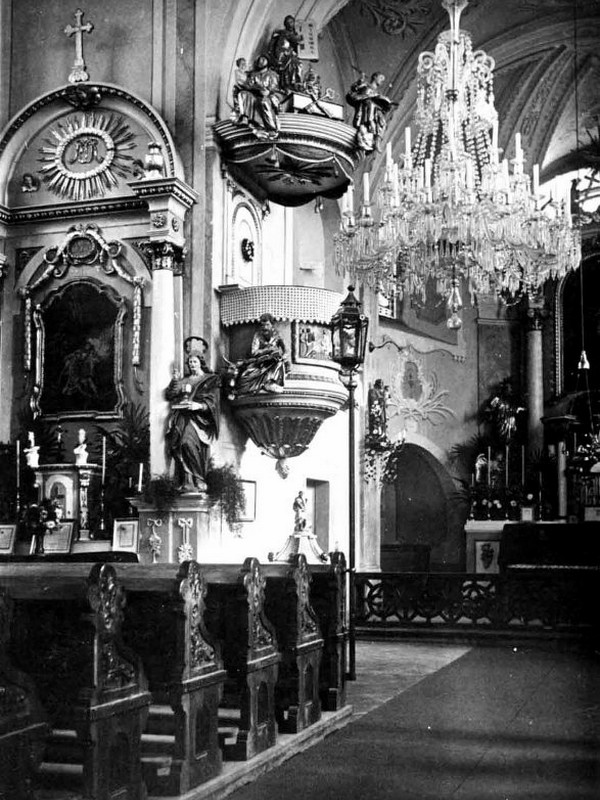
Interiér brtnického kostela

Jednolodní orientovanou chrámovou stavbu na obdélném půdorysu zakončoval půlkruhový presbytář, ke kterému přiléhala přízemní krytá chodba s obdélným vchodem na východní straně. Na loď i presbytář navazovaly z jihu a severu sakristie s oratořemi v patře. Čtyřhranná věž, umístěná při západním průčelí, přecházela v třetím patře v osmiboký hranol zakončený cibulovitou bání. Fasádu kostela členily římsy, lizény, dvojice pilastrů a na jižní stěně umístěné sluneční hodiny, věž pak lizénové rámce, které přecházely v oblamované lizény. Obdélný hlavní vchod bez předsíně, umístěný v jižní stěně, zdobil pískovcový znak Salm-Reifferscheidtů. Jeho autorem byl Christian Riedel z Velkého Šenova. Totožný znak vyrobil pro vilémovský kostel Nanebevzetí Panny Marie. Obdélná okna ukončovaly segmentové oblouky, typické pro stavby Zachariase Hoffmanna, věžní okna byla zakončena půlkruhově. Střechu kostelní lodi pokrývala břidlice, věž měděný plech.

### Interiér
Chrámovou loď zakrýval plochý strop s obrazy znázorňujícími výjevy ze Starého zákona. Sakristie byla sklenuta křížovou klenbou, presbytář valenou klenbou s lunetami, která přecházela v konchu s lunetami. Většina původního mobiliáře shořela při požáru v roce 1774. Nové vybavení pocházelo převážně z konce 18. století a období kolem roku 1800, v průběhu 19. století bylo průběžně obnovováno a doplňováno. Jeho nejstarší součást – sousoší Nejsvětější Trojice – pocházela z roku 1740. Hlavní oltář se sochami svatého Petra a Pavla pocházel z roku 1817, starší titulární oltářní obraz z roku 1795 namaloval šluknovský malíř Dominik Kindermann (1739–1817). Kromě něj v kostele stály tři rokokové postranní oltáře zasvěcené svaté Anně, Panně Marii Bolestné a svatému Janu Nepomuckému. Oltářní obraz Jana Nepomuckého z roku 1840 pocházel od jiřetínského malíře Johanna Birnbauma (1793–1872). Kamenná křtitelnice a rokoková kazatelna, zdobená sochami evangelistů a luisézním motivem, pocházely z doby kolem roku 1800. Trojdílná kruchta stála u západní stěny. V kostelní kryptě byli pohřbeni první tři faráři. Vnitřek kostela prošel roku 1884 rozáhlými opravami v nákladu 2 000 zlatých.

### Varhany
První varhany s devíti rejstříky a pedálem pocházely z roku 1713. Postavil je pravděpodobně českokamenický varhanář Tobias Fleck mladší (1671–1751). Sloužily až do roku 1833, kdy je nahradil nástroj z dílny Franze Fellera (1787–1843) z Libouchce. Hlavní stroj disponoval osmi rejstříky, pozitiv pěti a pedál třemi. Roku 1878 varhany přestavěla firma Hermann Eule z Budyšína. Ponechána zůstala původní skříň a většina rejstříků. Poslední varhany postavil v roce 1924 břevnovský varhanář Josef Růžička (1874–1968). Do původní skříně z roku 1833 vestavěl pneumatický nástroj s devatenácti rejstříky. Nástroj patřil mezi mobiliář odvezený před demolicí kostela na Slovensko.

### Zvony

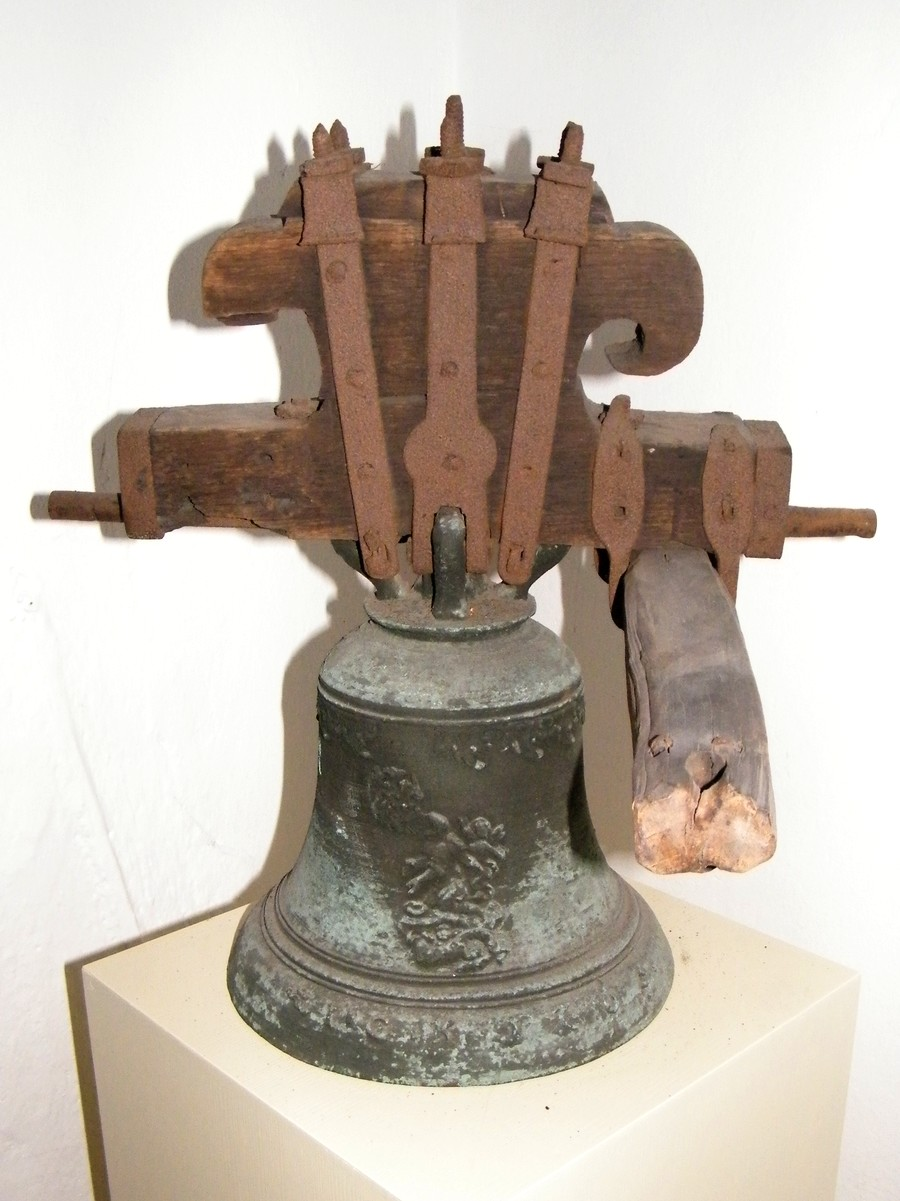
Sanktusový zvon z roku 1763

Nejstarší dochovaný zvon o průměru 66 centimetrů pocházel údajně z 15. století a nesl nápis psaný frakturou: „Jhesu Christu D. rex gloria veni cum pace“, případně „Iesus Christus Rex Gloriae Veni In Pace“. Krom nápisu jej zdobily podobizny Madony a motiv pletence. Roku 1774 odlil Josef Pietschmann z Chomutova pro brtnický svatostánek nový zvon vážící 1 200 kilogramů, ten však musel být roku 1827 v Chomutově znovu přelit. Umíráčkový zvon pořídil roku 1777 spolek Velikonočních jezdců, proto také mimo jiné vyzváněl každoročně při slavnostní velikonoční jízdě. Sanktusový zvon zakoupilo roku 1763 místní „Arcibratrstvo Nejsvětější Trojice“ (německy Erzbruderschaft der heiligen Dreifaltigkeit). Kromě datace nesl iniciály „ICK“, obraz Nejsvětější Trojice, postavu klečícího muže a anděla s palmetou. Nejstarší zvon s reliéfem Madony a sanktusový zvon přečkaly rekvizice první i druhé světové války. V roce 1921 pořídila farnost nové zvony, z nichž druhou světovou válku přečkal jeden. V průměru měřil 35 centimetrů a zdobil jej nápis „Aus schwerer Zeit stamme ich / Ein grosses Wunder künde ich / An die Ewigkeit mahne dich“ (česky „Z těžké doby pocházím / Velký div hlásám / Na věčnost pamatuj“) spolu s věnováním „Gewidmet vom Osterreiterverein Zeidler 1921“ (česky „Věnováno Spolkem velikonočních jezdců Brtníky 1921“). Před demolicí kostela byly tři dochované zvony přeneseny do rumburské Lorety, v jejíž zvonici tak visí nejstarší zvon s Madonou a zvon darovaný velikonočními jezdci z roku 1921. Sanktusový zvonek z roku 1763 je součástí tamní výstavy o zničených kostelech Šluknovského výběžku.

## Okolí kostela
Hřbitov, rozprostírající se kolem kostela, byl rozšířen roku 1841 a v roce 1850 jej doplnila klasicistní hřbitovní kaple. Stavbu na čtvercovém půdorysu s vybranými rohy zdobila v průčelí dvojice pilastrů a trojúhelníkový štít. Interiér, sklenutý valenou klenbou s lunetami, doplňovaly pilastry. Kaple podlehla demolici spolu s kostelem v roce 1975. Roku 1859 došlo k rozšíření hřbitovní brány, kterou doplnily sochy svatého Martina a svatého Floriána. Z kostelního hřbitova se dochovala pouze hrobka místní továrnické rodiny Klingerových. Východně od kostela stála patrová barokní fara postavená spolu s kostelem. Budova přečkala demolici kostela, roku 2012 však byla zničena úmyslně založeným požárem.

## Galerie

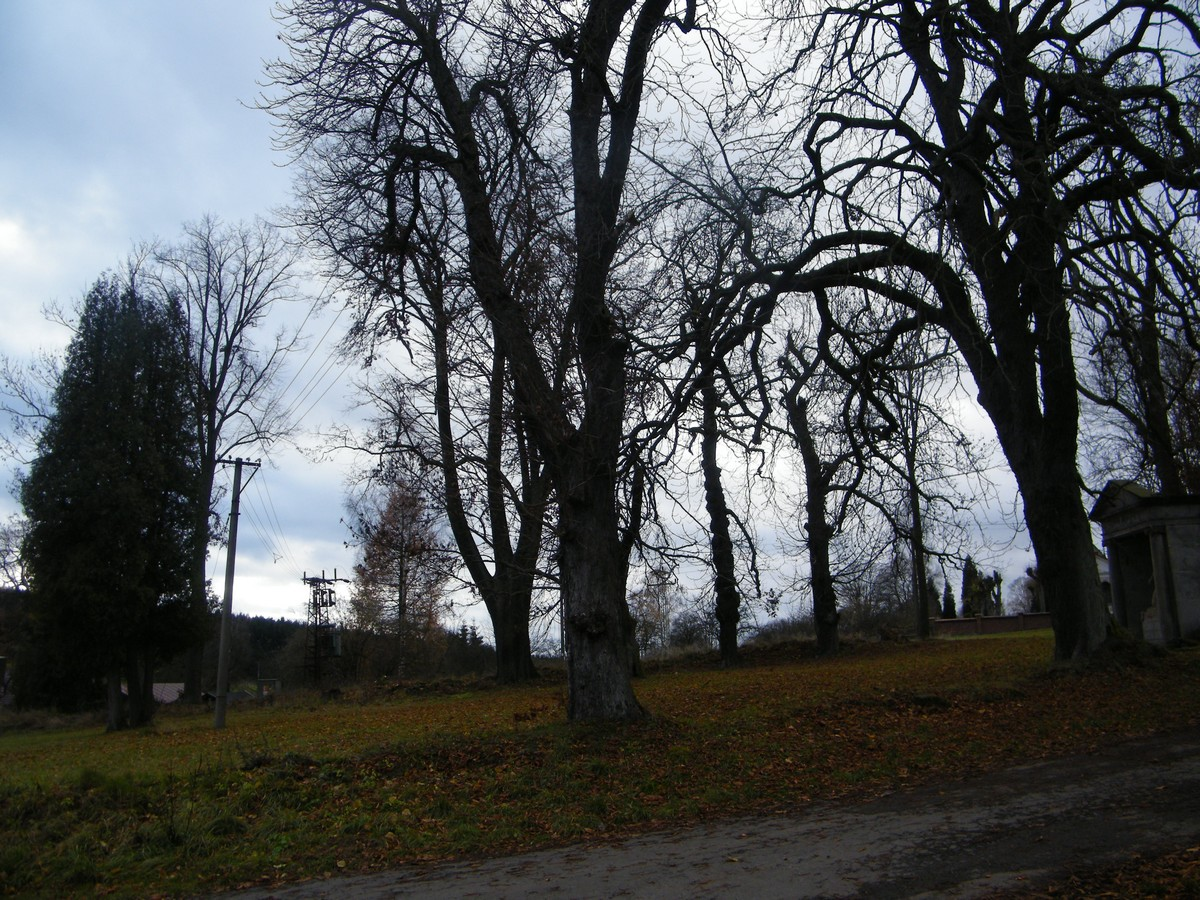
Zbořeniště (2015)
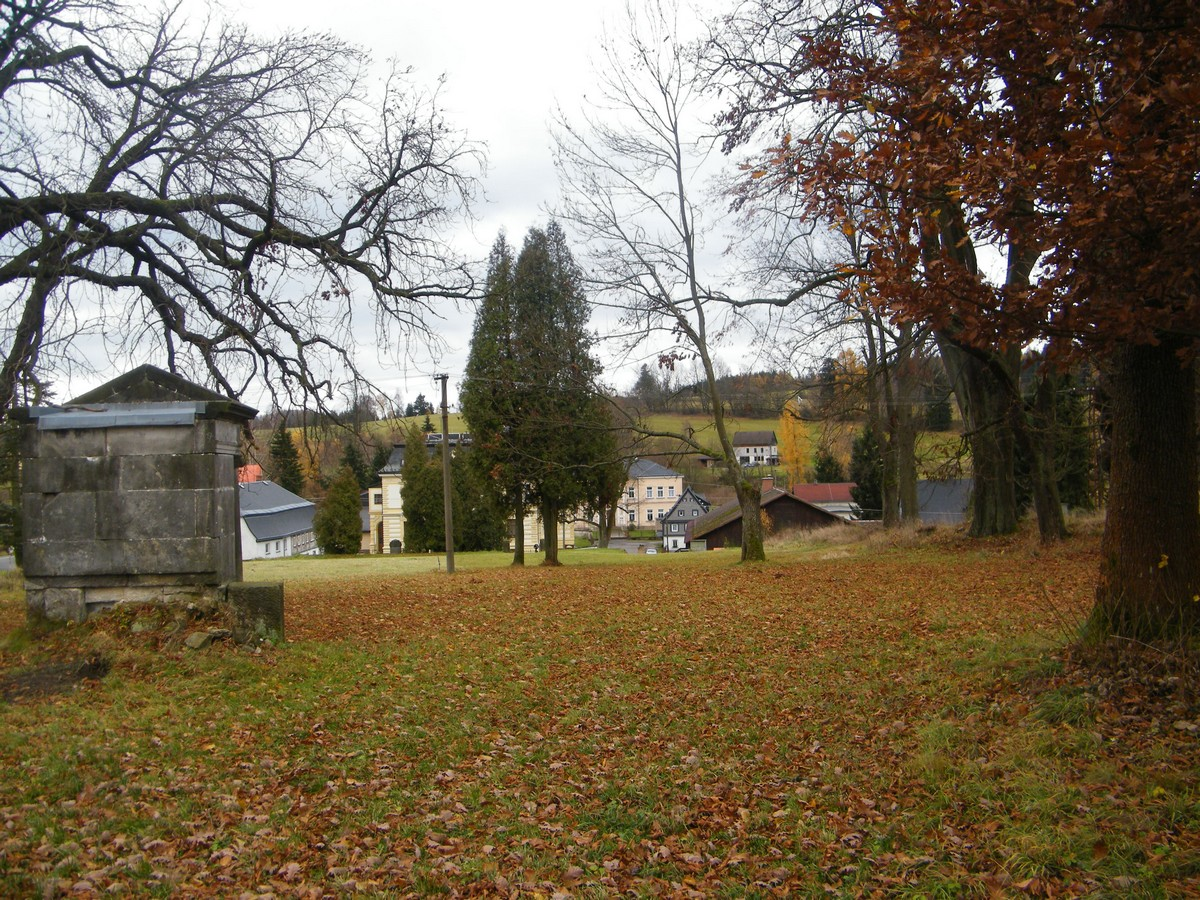
Zbořeniště (2015)
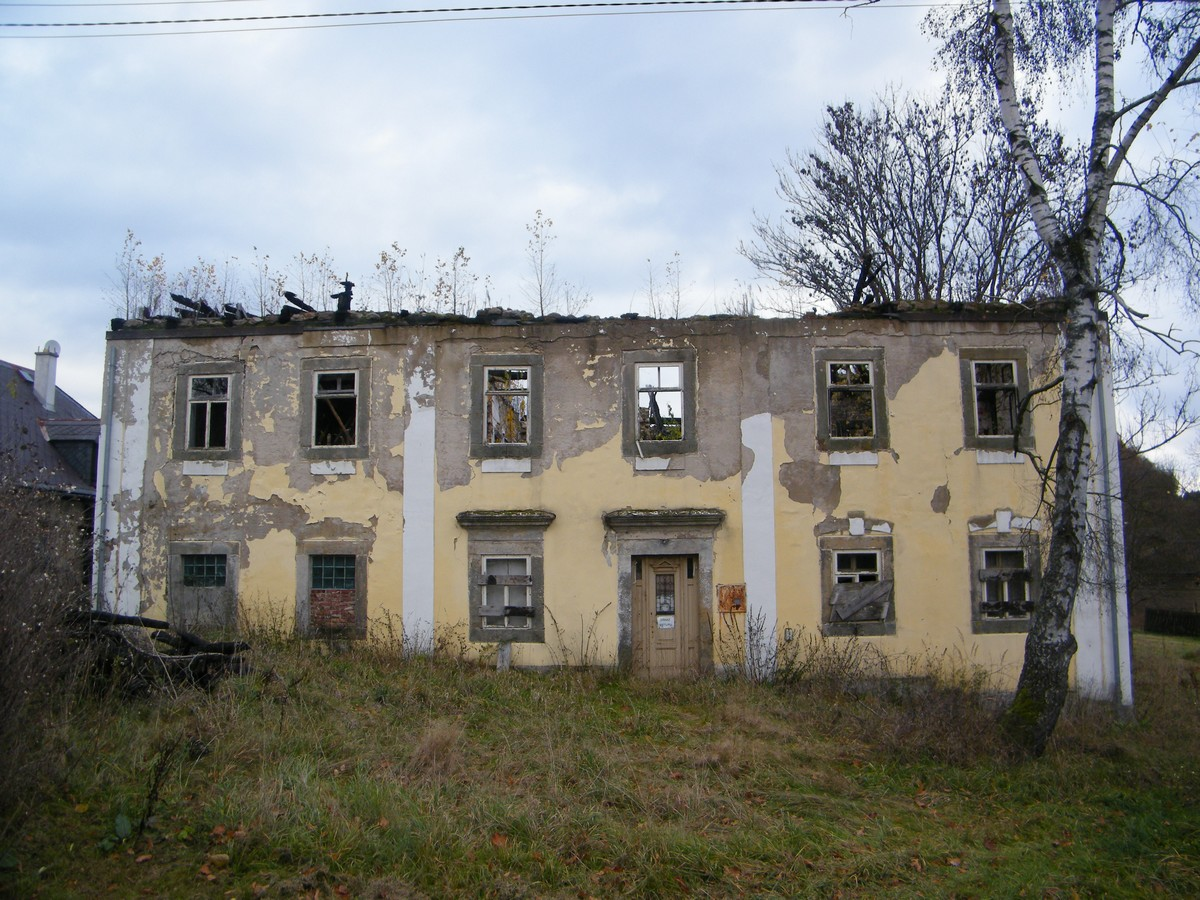
Fara (2015)
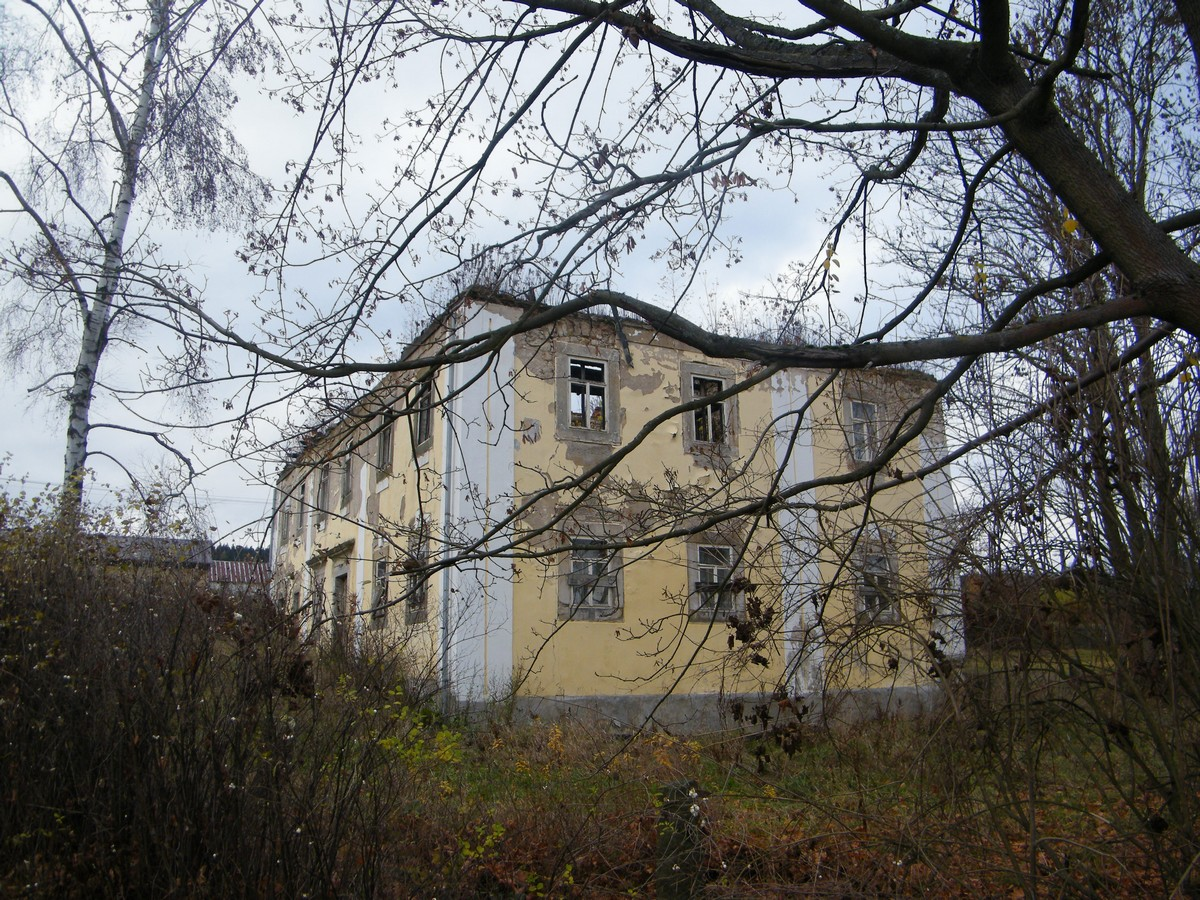
Fara (2015)
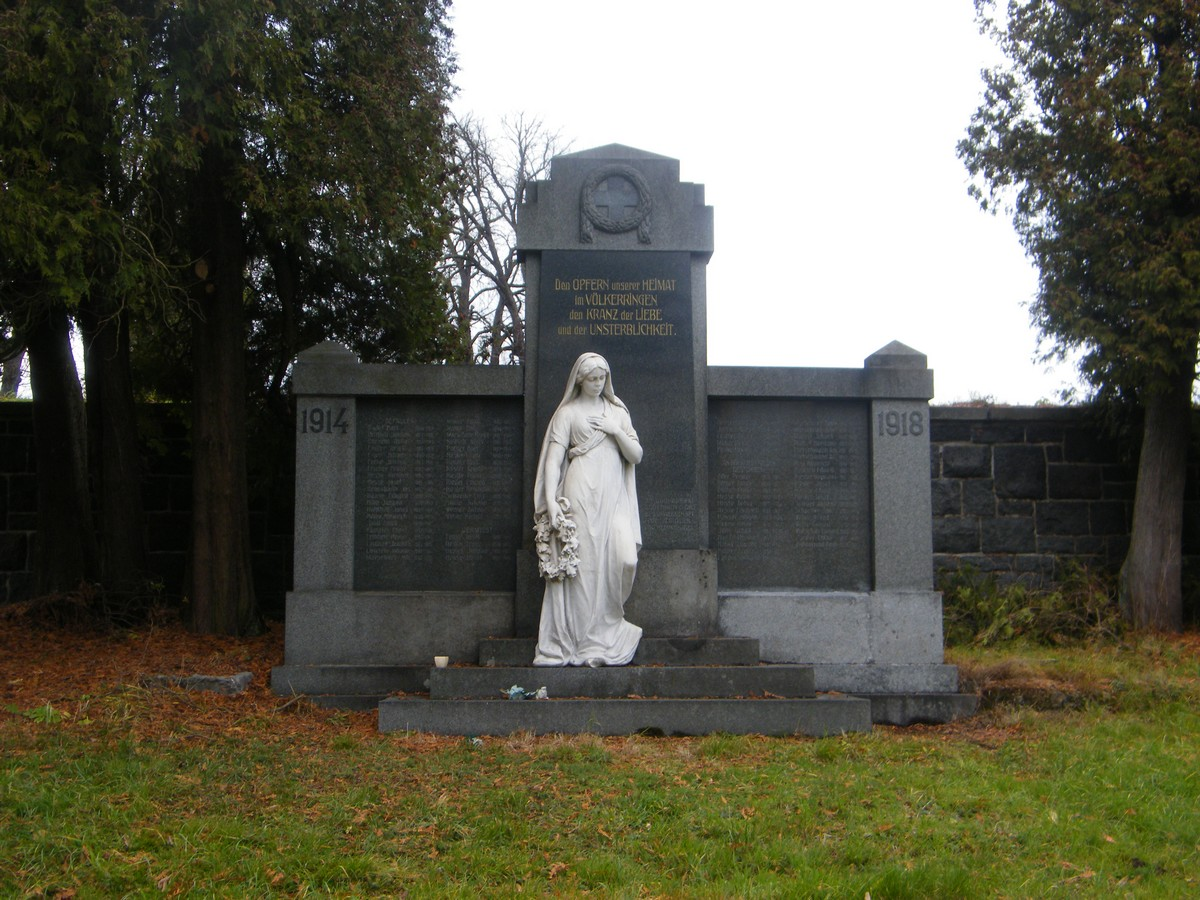
Památník poblíž bývalého kostela (2015)
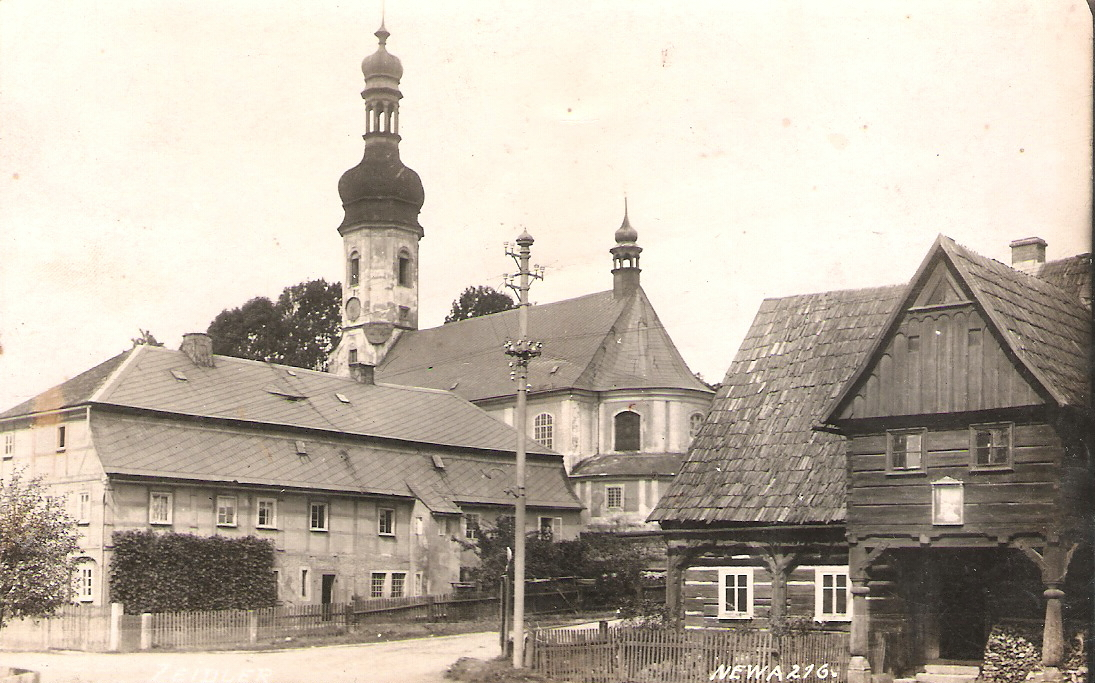
Kostel na historickém snímku
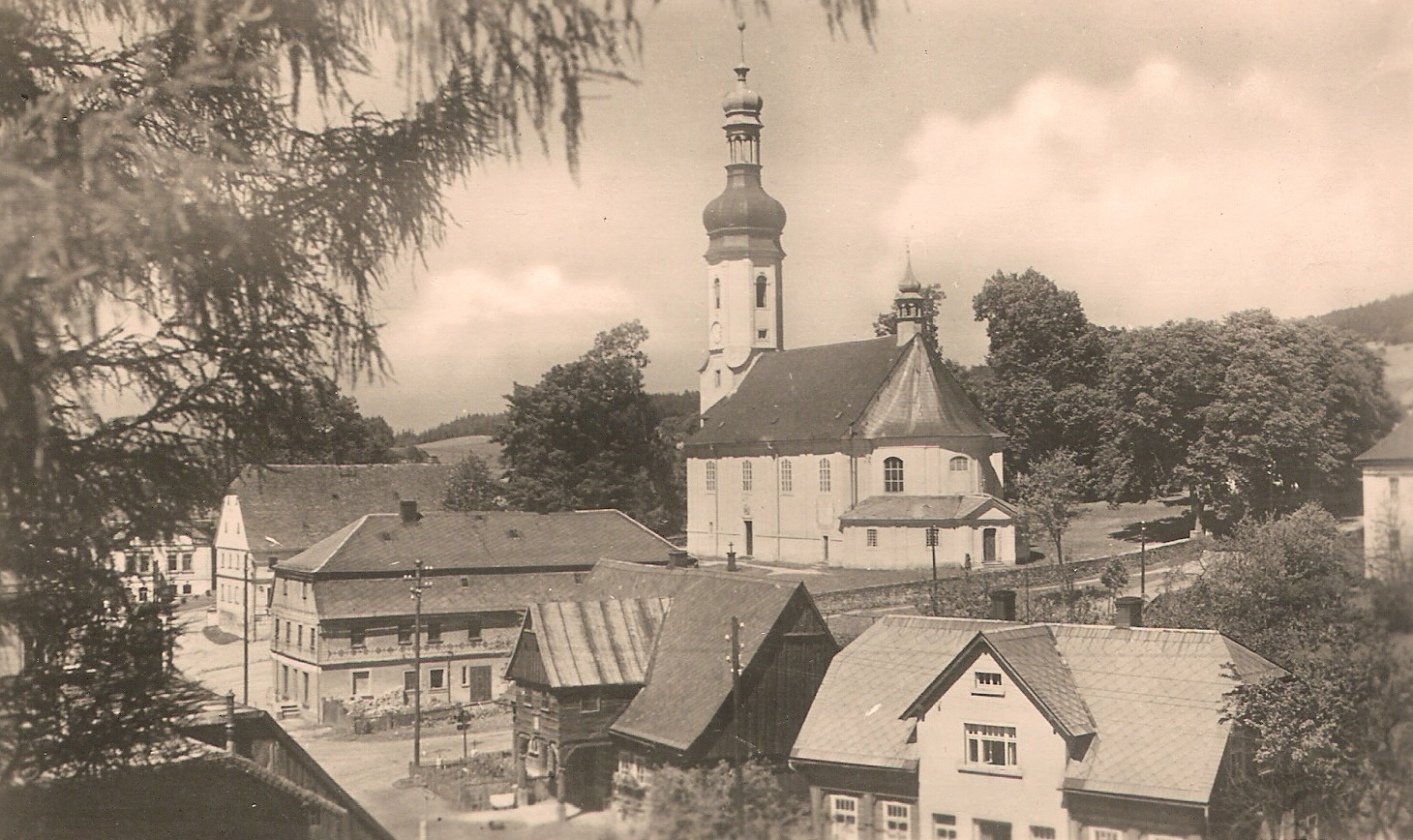
Kostel na historickém snímku
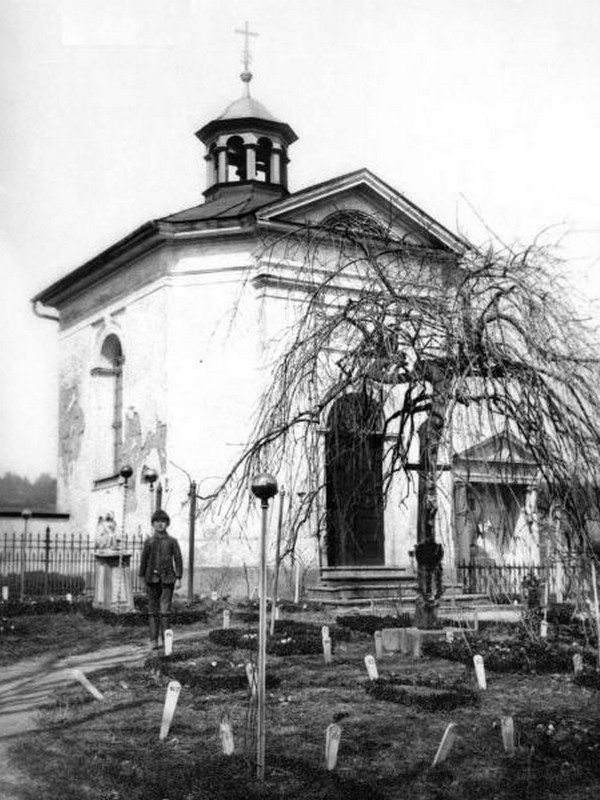
Hřbitovní kaple na historickém snímku
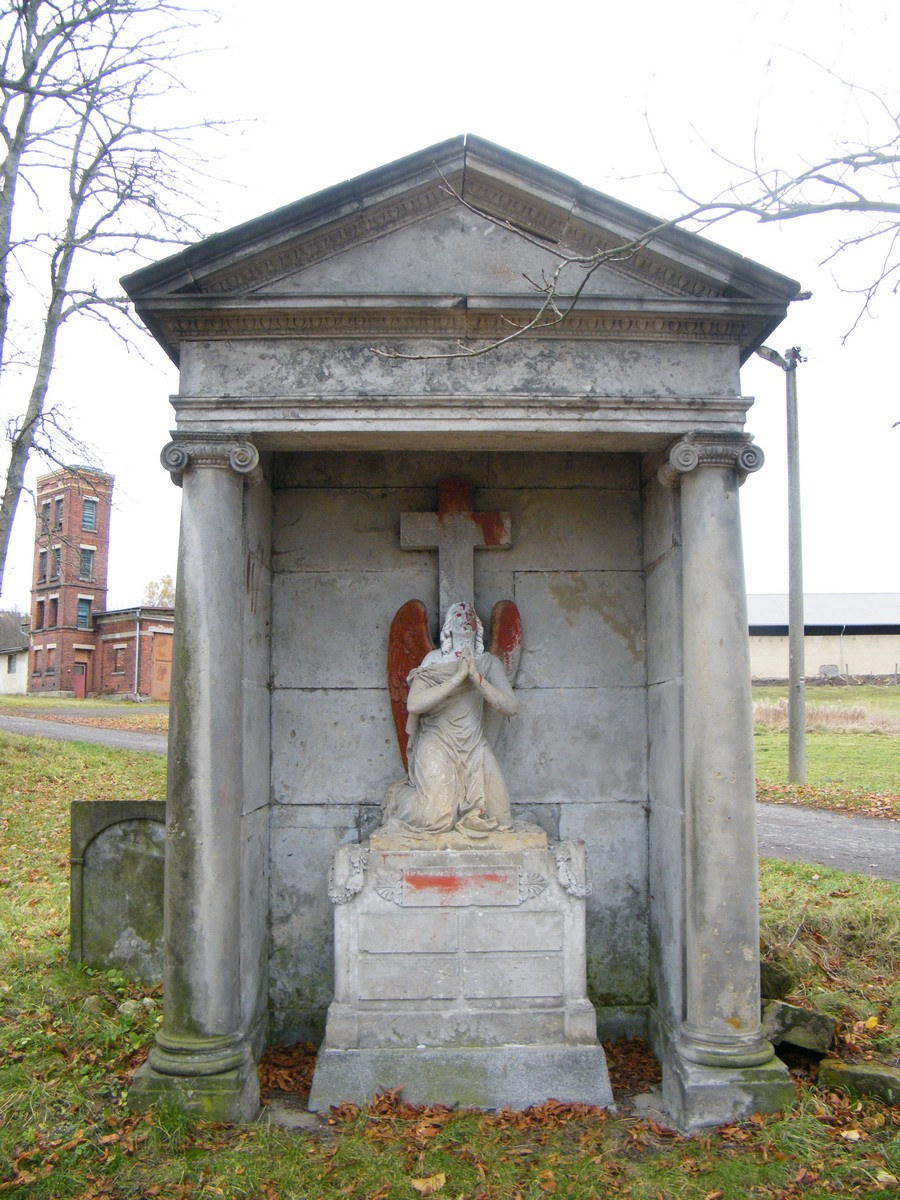
Hrobka rodiny Klingerových (2015)